# 凡爾賽條約 (1871年)
1871年的凡爾賽條約結束了普法戰爭，由法蘭西第三共和國的阿道夫·梯也爾和新成立的德意志帝國的奧托·馮·俾斯麥於1871年2月26日簽署。該條約是一項初步條約，用於鞏固1月28日兩國之間簽訂的停戰協定。它於同年5月10日獲得《法蘭克福條約》的批准，這使法國在歐洲大陸的實力和聲望受到了嚴重打擊，同時也證明了統一的德意志帝國的力量。
巴黎的法國當局國防政府自1月28日起準備停戰，向德國人投降以結束對巴黎的包圍。法國著名政治家朱爾·法夫爾在凡爾賽與俾斯麥會面並簽署了停戰協定。 隨著法國開始重建政府，阿道夫·梯也爾在條約正式簽訂時期成為法國的新領導人。

## 外部連結
- The Franco-German Boundary of 1871 （页面存档备份，存于）
- The Republic and the Iron Chancellor: The Pattern of Franco-German Relations, 1871-1890 （页面存档备份，存于）